# مأموریت نظامی اتریش-مجارستان در ایران

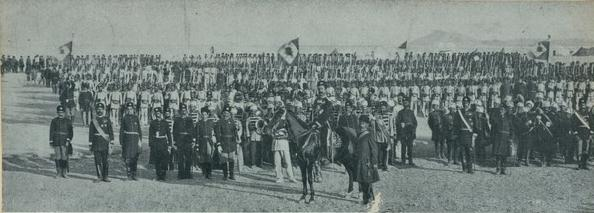
رژه پیاده نظام قاجار که طی مأموریت نظامی اتریش-مجارستان آموزش دیده‌اند.

مأموریت نظامی اتریش-مجارستان در ایران تشکیل و توسعهٔ یک سازمان نظامی و رزمی در ایران دوران قاجار در سال ۱۸۷۹ میلادی بود که به عنوان بخشی از بازسازی و سامان‌دهی ارتش ایران در زمان ناصرالدین شاه تلقی می‌شود.